# 横田増生
横田 増生（よこた ますお、1965年 - ）は、日本のジャーナリスト。大企業への潜入労働取材で知られる。

## 略歴
1965年に福岡県に生まれる。関西学院大学を卒業後、予備校講師を経て、米国アイオワ大学ジャーナリズム学部で修士号を取得。

### 業界紙時代
1993年に帰国後、物流業界紙「輸送経済」の記者、編集長を務める。1999年にフリーランスとして独立。

### 渡米
2000年に渡米。全米を車で周り総勢150人以上に取材した『アメリカ「対日感情」紀行 : 全米50州インタビュードライブ600日』（情報センター出版局）で、2003年にジャーナリストとしてデビュー。

### アマゾンへの潜入取材
2004年にアマゾンジャパンの市川フルフィルメントセンターに潜入し、その内容を2005年に『アマゾン・ドット・コムの光と影 : 潜入ルポ : 躍進するIT企業階層化する労働現場』（情報センター出版局）として刊行。本書は2010年に『潜入ルポ アマゾン・ドット・コム』（朝日文庫）として改題・再構成され、第二部が書き下ろされた。
その後、2016年に再び同社川﨑フルフィルメントセンターに潜入し、『潜入ルポ amazon帝国』（小学館）を2019年に刊行。本書は2020年に、第19回新潮ドキュメント賞を受賞した。2022年には内容を一部加筆した『潜入ルポ アマゾン帝国の闇』（小学館新書）を刊行している。

### ユニクロへの独自取材
2011年3月、長時間労働やサービス残業などの過酷な労働環境や同族経営の実態を独自取材で明らかにした『ユニクロ帝国の光と影』（文藝春秋）を刊行。発刊2カ月の売り上げが3万部を超える勢いであったのに加え、2011年6月にファーストリテイリングと子会社のユニクロが文藝春秋に対して名誉毀損訴訟を起こしたことで注目を浴びる。
両社は文藝春秋を相手取り、2億2千万円の損害賠償、発行済み書籍の回収と絶版および大手新聞各紙への謝罪広告の掲載を求める裁判を起こす。一審と二審は「真実」「真実相当性がある」としてユニクロの全面敗訴。2014年12月の最高裁における「重要部分は真実」との判決で、ユニクロの敗訴が確定した。

### ユニクロへの潜入取材
2015年10月より東京・新宿の「ビックロ」（当時）で働きながら約1年間の潜入取材を敢行し、2017年に『ユニクロ潜入一年』（文藝春秋）を刊行する。

### その他の潜入取材
潜入労働ルポとしてはこのほか、宅配ドライバーの助手などとして働きながら取材した2015年刊行の『仁義なき宅配　ヤマトＶＳ佐川ＶＳ日本郵便ＶＳアマゾン』（小学館）がある（2018年に加筆、文庫化）。
2020年の米大統領選挙では、トランプ陣営の選挙スタッフとして千軒超の戸別訪問をしながら取材し、2021年の米議会襲撃事件にも潜入。2022年に『「トランプ信者」潜入一年 私の目の前で民主主義が死んだ』で第9回山本美香記念国際ジャーナリスト賞を受賞した。
2024年に刊行した『潜入取材、全手法　調査、記録、ファクトチェック、執筆に訴訟対策まで』（角川新書）には、潜入取材における証拠集めの調査方法や裏取りの仕方、執筆、訴訟対策などについて、実体験を交えてまとめている。

### 潜入取材以外の仕事
著書に『フランスの子育てが、日本よりも10倍楽な理由』（洋泉社・2009）、『評伝 ナンシー関―心に一人のナンシーを』（朝日新聞出版・2012）、『中学受験』（岩波新書・2013）、寄稿に『だれが佐野眞一を殺したのか』（『中央公論』2023年1月号）などがある。

## エピソード

### ユニクロ潜入取材の経緯
『ユニクロ帝国の光と影』の裁判後も、ファーストリテイリングから株主総会等で取材拒否を受けた。さらに同社社長の柳井正が、雑誌インタビューで「悪口を言っているのは僕と会ったことがない人がほとんど。会社見学をしてもらって、あるいは社員やアルバイトとしてうちの会社で働いてもらって、どういう企業なのかをぜひ体験してもらいたいですね」と発言した。
これを受けて潜入取材を決意したが、労働契約を結ぶにあたって偽名を避けるため、妻の家に婿入りするかたちで戸籍上の姓を改名した。このため「横田増生」は一時、ペンネームとなっていた。その後、アメリカでの取材許可を得るために過去の経歴や著書の名前を一致させる必要があり、本名を「横田増生」に戻した。

### フジテレビ公開記者会見
2025年『フジテレビ不適切接待疑惑問題』を受けて開かれた公開記者会見に参加し、フジテレビの遠藤龍之介副会長が、2人の間に「同意」があったかどうかについて「認識の違い」があったと発言後、それを撤回した点を追及した。この質問に対し、他の記者から「記者による二次加害」と批判され、『二次被害とは何か？』と題する反論記事をJBpressに発表した。
二次被害に言及した藤井セイラのコラムから「『真相はわからない』と、繰り返すのは、あたかも『真実は別にある』かのように暗示し、事実を曲げようとする態度」との指摘を引用し、追及の正当性を主張した。その一方で、自身の「語気強い、長尺な質問」が同業者のイメージを損なう行為だったとして謝罪を記した。

## 著作
- 『アメリカ「対日感情」紀行』（情報センター出版局・2003）
- 『アマゾン・ドット・コムの光と影』（情報センター出版局・2005）
- 『潜入ルポ アマゾン・ドット・コム』（朝日文庫・2010）ISBN 978-4022616845
- 『フランスの子育てが、日本よりも10倍楽な理由』（洋泉社・2009）
- 『ユニクロ帝国の光と影』（文藝春秋・2011）のち文庫
- 『評伝 ナンシー関―心に一人のナンシーを』（朝日新聞出版・2012）（朝日文庫・2014）ISBN 978-4-02-261798-9
- 『中学受験』（岩波新書・2013）ISBN 978-4-00-431462-2
- 『仁義なき宅配 ヤマトVS佐川VS日本郵便VSアマゾン』小学館 2015
- 『ユニクロ潜入一年』（文藝春秋　2017）
- 『潜入ルポ amazon帝国』（小学館・2019） ISBN 978-4-09-380110-2
- 『「トランプ信者」潜入一年: 私の目の前で民主主義が死んだ』（小学館・2022） ISBN 978-4-09-388852-3
- 『潜入取材、全手法』（角川新書・2024）ISBN 978-4-04-082444-4